# Tourais e Lajes
Tourais e Lajes (oficialmente: União das Freguesias de Tourais e Lajes) é uma freguesia portuguesa do município de Seia, com 26,18 km² de área e 1529 habitantes (censo de 2021). A sua densidade populacional é 58,4 hab./km².

## História
Foi criada aquando da reorganização administrativa de 2012/2013, resultando da agregação das antigas freguesias de Tourais e Lajes.

## Demografia
A população registada nos censos foi:
| Distribuição da População por Grupos Etários | Distribuição da População por Grupos Etários | Distribuição da População por Grupos Etários | Distribuição da População por Grupos Etários | Distribuição da População por Grupos Etários | Distribuição da População por Grupos Etários |
| -------------------------------------------- | -------------------------------------------- | -------------------------------------------- | -------------------------------------------- | -------------------------------------------- | -------------------------------------------- |
| Antes da agregação                           |                                              |                                              |                                              |                                              |                                              |
| Ano                                          | 0-14 anos                                    | 15-24 anos                                   | 25-64 anos                                   | >= 65 anos                                   | Total                                        |
| 2001                                         | 242                                          | 246                                          | 938                                          | 444                                          | 1870                                         |
| 2011                                         | 209                                          | 160                                          | 847                                          | 497                                          | 1713                                         |
| Após a agregação                             |                                              |                                              |                                              |                                              |                                              |
| Ano                                          | 0-14 anos                                    | 15-24 anos                                   | 25-64 anos                                   | >= 65 anos                                   | Total                                        |
| 2021                                         | 177                                          | 130                                          | 706                                          | 516                                          | 1529                                         |

## Equipamentos
- Capela de Santo António, em Vila Verde
- Escola Básica de Tourais/Paranhos
- Jardim de Infância de Tourais
- Centro Cultural e Recreativo de Vila Verde

## Coletividades
- Associação de Desenvolvimento Samarreiros de Vila Verde